# Boernerina alni
Boernerina alni är en insektsart. Boernerina alni ingår i släktet Boernerina och familjen långrörsbladlöss.

## Underarter
Arten delas in i följande underarter:
- B. a. alni
- B. a. insularia
- B. a. alaskensis